# Лошнів Олег
Олег Лошнів — (24 листопада 1887, Тернопіль — після 1934) — український живописець, графік, педагог. Автор герба Західноукраїнської Народної Республіки.

## Життєпис
Олег Лошнів народився 24 листопада 1887 року в місті Тернополі.
Навчався в Тернопільській українській державній гімназії. 1907 року закінчив Краківську (викладач з фаху Теодор Аксентович), а згодом Віденську академії мистецтв. До 1930 року навчався в Мистецькій школі Олекси Новаківського, в якій був слухачем лекцій рисунка.
Від 1916 року — художник-декоратор українського театру «Української Бесіди».
У 1920-х роках працював викладачем вечірнього курсу рисунку Львівської української академічної гімназії. 1933 року у Львові став членом редколегії мистецького альманаху «Карби».
Помер після 1934 року.

## Творчість
1916 року почав брати участь у виставках м. Львова, серед яких 3-тя виставка Українського товариства прихильників мистецтва (1934), а також «Виставки чотирьох» (Григорій Смольський, Іванна Нижник, Олег Лошнів та Петро Обаль; 1937).
У роботах художника можна простежити дещо сухувату реалістичну пластику форм. Також він пробував творити в стилі кубізму («Композиція», 1934).
Серед творів:
- серія акварельних пейзажів — «Підльвівські мотиви»;
- портрети — «Яків Стухманчук», «Олекса Новаківський»; обидва — 1934);
- рисунки вугіллям.